# Yasuji Okamura
Yasuji Okamura (岡村 寧次 Okamura Yasuji?,  15 de mayo de 1884 – 2 de septiembre de 1966) fue un general del Ejército Imperial Japonés y comandante en jefe del Ejército Expedicionario de China desde noviembre de 1944 hasta el final de la Segunda Guerra Mundial.

## Biografía

### Inicios
Okamura nació en Tokio en 1884 y entró a la Escuela Primaria Sakamachi, graduándose ocho años después. En 1897, entró a la Escuela Secundaria Waseda. En 1898 fue transferido a la Escuela Juvenil del Ejército de Tokio, y luego transferido a la Escuela Juvenil Central del Ejército. Okamura entró a la 16.ª promoción de la Academia del Ejército Imperial Japonés en 1899 y se graduó en 1904. Sus compañeros fueron los futuros generales Itagaki Seishiro, Kenji Doihara y Ando Rikichi. Fue comisionado como teniente en el 1.º Regimiento de Infantería del EIJ.
En 1910, Okamura entró a la 25.ª clase de la Universidad de Guerra del Ejército, y fue ascendido a capitán poco después de graduarse en 1913. Sirvió en un número de posiciones de staff en el Ejército Imperial durante y luego de la Primera Guerra Mundial. Poco después se mudó a China a principios de los años 1920, y fue asesor militar de un guerrero chino.
Entre 1932 y 1933, Okamura fue el vicecomandante del Ejército Expedicionario de Shanghái bajo el estandarte del Ejército Kwantung. Según las memorias de Okamura, él jugó un rol en el reclutamiento de mujeres de confort de la prefectura de Nagasaki para que trabajen en burdeles militares en Shanghái. También fue el attaché militar en Manchukuo entre 1933 y 1934.
Okamura fue ascendido a teniente general en 1936, y se le asignó el mando de la 2.ª División del EIJ.

### Segunda guerra sino-japonesa
En 1938, un año después del Incidente del Puente de Marco Polo, Okamura fue designado como el comandante en jefe del 11.º Ejército Japonés, el cual participó en numerosos combates importantes en la segunda guerra sino-japonesa, en particular en las Batallas de Wuhan, Nanchang y Changsha. Según los historiadores Yoshiaki Yoshimi y Seiya Matsuno, Okamura recibió la autorización del Emperador Showa para utilizar armas químicas durante esas batallas.
En abril de 1940 fue ascendido al rango de general. En julio de 1941, fue nombrado como comandante en jefe del Ejército del Área del Norte de China. En diciembre de 1941, Okamura recibió la orden 575 del Cuartel General Imperial que le autorizaba la implementación de la Política de los Tres Todos en el norte de China, dirigida principalmente a la destrucción del Ejército Rojo Chino. Según el historiador Mitsuyoshi Himeta, esta campaña de tierra quemada fue responsable de las muertes de «más de 2,7 millones» de civiles chinos.
En 1944, Okamura fue el comandante general de la masiva y en gran parte exitosa Operación Ichigo en contra de las pistas de aterrizaje en el sur de China, al mismo tiempo que retuvo el mando personal del Ejército Japonés de la Sexta Área. Unos meses después, fue designado como comandante en jefe del Ejército Expedicionario Chino. Incluso para enero de 1945, Okamura aún estaba confiado de que Japón vencería en China.
Con la rendición de Japón el 15 de agosto de 1945, Okamura representó al Ejército Imperial Japonés en la ceremonia oficial de rendición del Teatro China Birmania India, llevada a cabo en Naking el 9 de septiembre de 1945.
El General Okamura fue el primer oficial que se confirmó dentro del ejército japonés en haber utilizado la prostitución forzosa, conocido ampliamente como el sistema de «mujeres de confort». Su orden puede ser rastreada hasta unos documentos de 1932 de una propuesta del en ese entonces Teniente General Okamura de un «cargamento» de mujeres de confort que serían enviadas desde Shanghái.

### Crímenes de guerra y vida posterior
Después de la guerra, Okamura fue sentenciado por crímenes de guerra en julio de 1948 por el Tribunal de Crímenes de Guerra de Nankín, pero fue protegido en forma inmediata por órdenes personales del líder nacionalista Chiang Kai-shek, quien lo mantuvo como asesor militar del Gobierno Nacionalista.
Mientras era interrogado por los investigadores, testificó sobre la Masacre de Nankín:
 «Yo deduzco lo siguiente basado en lo que escuché del Oficial Miyazaki, el Jefe del Departamento de Servicios Especiales CCAA y el Jefe del Departamento de Servicios Especiales de Hangzhou uno o dos días después de que yo llegase a Shanghái. Primeramente, es cierto que decenas de miles de actos de violencia, como saqueos y violaciones, tuvieron lugar en contra de civiles durante el asalto de Nankín. Segundo, las tropas del frente de batalla se deleitaron en la malvada práctica de ejecutar prisioneros de guerra bajo el pretexto de [la falta de] raciones».
Okamura regresó a Japón en 1949 y murió en Tokio en 1966.